# Jozef IJsewijn
Jozef AMK IJsewijn (Zwijndrecht, 30 dicembre 1932 – Lovanio, 27 novembre 1998) è stato un latinista e filologo classico belga.

## Biografia
Belga di lingua fiamminga, studiò filologia classica alla Katholieke Universiteit Leuven, dove divenne professore nel 1967. Si occupò in particolare degli scritti in lingua latina composti dall'inizio del XV secolo in poi. Fondò a Lovanio il Seminarium Philologiae Humanisticae e la rivista Humanistica Lovaniensia, che diresse fino alla sua morte. Nel 1980 fu insignito del Prix Francqui per le scienze umanistiche, il più prestigioso premio belga.

## Principali pubblicazioni
- De sacerdotibus sacerdotiisque Alexandri Magni et Lagidarum eponymis, Bruxelles, 1961; Milano: Cisalpino-Goliardica, 1971
- Verhandelingen van de Koninklijke Vlaamse Academie voor Wetenschappen, Letteren en Schone Kunste van België, Klasse der Letteren, 42, 1961
- Companion to Neo-Latin Studies, Leuven : University Press ; Peeters Press; Amsterdam-New York-Oxford: North-Holland Publishing Company, 1977 (2 voll: Comprende: Vol. I: History and diffusion of neo-latin literature; Vol. II, in collaborazione  con Dirk Sacré: Literary, linguistic, philological and editorial questions)
- History and diffusion of neo-latin literature, Leuven: University press; Peeters press, 1990, ISBN 906186366X